# 711
711 (DCCXI) fue un año común comenzado en jueves del calendario juliano, en vigor en aquella fecha.

## Acontecimientos

### Europa
- Ansprando, duque de Asti, regresa del exilio a la Lombardía con un gran ejército bávaro. Muchos austrasíos, con tropas de Venecia, se unen a él en apoyo.  El rey Ariperto II es derrotado e intenta escapar de Pavía a Galia con su tesoro, pero se ahoga en el río Ticino.  Es el último bávaro en llevar la Corona de Hierro (fecha aproximada).
- Las relaciones pacíficas entre francos y frisones se consolidan mediante el matrimonio de Grimoaldo, hijo de Pipino de Herstal, con Theudesinda, hija del rey Radbod.
- 23 de abril: el rey Childeberto III muere después de un reinado de 16 años, y es sucedido por su hijo Dagoberto III como gobernante de Austrasia. Pipino de Herstal se convierte en su regente.
- El dux Berhtfrith lidera una campaña de Northumbria contra los pictos y los derrota en Manaw Gododdin (fecha aproximada)

#### Imperio bizantino
- Filípico incita a los habitantes de Cherson a rebelarse, con la ayuda de los jázaros. El emperador Justiniano II sale de Constantinopla para oponerse a los rebeldes en Crimea. Filípico derrota a las fuerzas bizantinas en el norte de Anatolia, se apodera de la capital, se proclama emperador y ejecuta a Justiniano, terminando la casa de Heraclio, que había gobernado desde 610.
- diciembre: la emperatriz Teodora, al enterarse de la noticia de la muerte de Justiniano II, escapa con su hijo Tiberio, de 6 años, al santuario de la Iglesia de Santa María en Constantinopla. La persiguen los secuaces de Filípico, que arrastran al niño del altar y lo asesinan fuera de la iglesia.

#### Península  ibérica
- Agila II, rey visigodo, reina en la Tarraconense y la Septimania.[1]
- Tariq ibn Ziyad, gobernador bereber de Tánger, recibe a través de Olbán, gobernador bereber de Ceuta, una llamada del rey visigodo Agila II, destituido por el rey Rodrigo.
- 27 de abril: las tropas omeyas (7000 hombres) lideradas por Tariq ibn Ziyad desembarcan en los acantilados de las Columnas de Hércules; ocupa y fortifica la roca de Gibraltar, que bautiza con su propio nombre (Djabal-al-Tariq) y comienzan la conquista de la península ibérica.
- 19 de julio: Batalla de Guadalete: los omeyas derrotan al ejército visigodo (33.000 hombres) bajo el mando del rey Rodrigo, quien muere en la batalla.  La capital visigoda de Toledo abre sus puertas de la ciudad; Tariq ibn Ziyad envía destacamentos para capturar las ciudades de Córdoba y Sevilla.

### Asia
- Después de que los piratas saquearan un barco cerca de la desembocadura del río Indo, los omeyas, bajo el mando de Muhammad ibn Qasim, invaden India con 10 000 hombres y 6000 caballos, estableciendo el sultanato de Sindh.  Qasim envía expediciones a Surashtra, donde realiza acuerdos pacíficos de tratados con los Rashtrakuta.
- Muhammad ibn Qasim captura la fortaleza de la ciudad de Multan después de un largo asedio, y realiza incursiones con sus fuerzas en la región de Punjab, con solo algunas derrotas.
- Se completa la reconstrucción del Templo Hōryū-ji en Ikaruga, Japón. (fecha aproximada).

### América
- Palenque es conquistada por Toniná.

## Nacimientos
- 21 de febrero: Su Zong, emperador chino de la dinastía Tang (m. 762).
- Malik ibn Anas, erudito árabe (fecha aproximada).
- Salih ibn Ali, general árabe (f. 769)
- Zhànrán, monje budista chino (f. 782)
- Isidoro de Beja, historiador portugués (f. 754)
- Yusuf ibn Abd al-Rahman al-Fihri, último valí omeya de Al-Ándalus (747-756). (f. 759)

## Fallecimientos
- 23 de abril: Childeberto III, rey franco merovingio.
- 4 de noviembre: Justiniano II, emperador bizantino, asesinado (n. 669).
- 19 de julio: Rodrigo, rey de los visigodos, en la batalla de Guadalete.
- Ariperto II, rey de los lombardos.
- K'inich K'an Joy Chitam II, ahau o gobernante maya del ajawlal o señorío de B'aakal. (n. 644, f. 711 o 721)
- Seachnasach, rey de Uí Maine.
- Tiberio, hijo de Justiniano II (n. 705).